# Centroscyllium
Genre
Centroscyllium est un genre de requins.

## Liste des espèces
Selon ITIS :
- Centroscyllium fabricii (Reinhardt, 1825) - aiguillat noir
- Centroscyllium granulatum Günther, 1887 - aiguillat râpe
- Centroscyllium kamoharai Abe, 1966
- Centroscyllium nigrum Garman, 1899 - aiguillat peigne
- Centroscyllium ornatum (Alcock, 1889)
- Centroscyllium ritteri Jordan et Fowler, 1903 - aiguillat à nageoires blanches
- Centroscyllium sheikoi Dolganov, 1986 nommé Miroscyllium sheikoi par FishBase

Selon FishBase :
- Centroscyllium excelsum Shirai et Nakaya, 1990
- Centroscyllium fabricii (Reinhardt, 1825)
- Centroscyllium granulatum Günther, 1887
- Centroscyllium kamoharai Abe, 1966
- Centroscyllium nigrum Garman, 1899
- Centroscyllium ornatum (Alcock, 1889)
- Centroscyllium ritteri Jordan et Fowler, 1903